# Pudingový koláč
Il pudingový koláč (so smotanou) /'pudinkɔʋiː kɔlaːts 'zɔ smɔtanɔu/ (letteralmente torta di budino (con panna), colloquiale pudingáč) è una torta a base di pan di spagna, budino e panna acida zuccherata.

## Ricetta
Il pan di spagna è preparato con uova, zucchero, farina, lievito in polvere, acqua e olio. Sopra l'impasto vengono posti dei mucchietti di budino cotto e si cuoce il tutto per 40 minuti a 180°C. Dopo la cottura, sulla torta viene spalmata una miscela di panna acida, possibilmente pure panna da cucina, e zucchero vanigliato e può essere messa in frigorifero. Può essere decorata con cacao in polvere.